# 孟浪

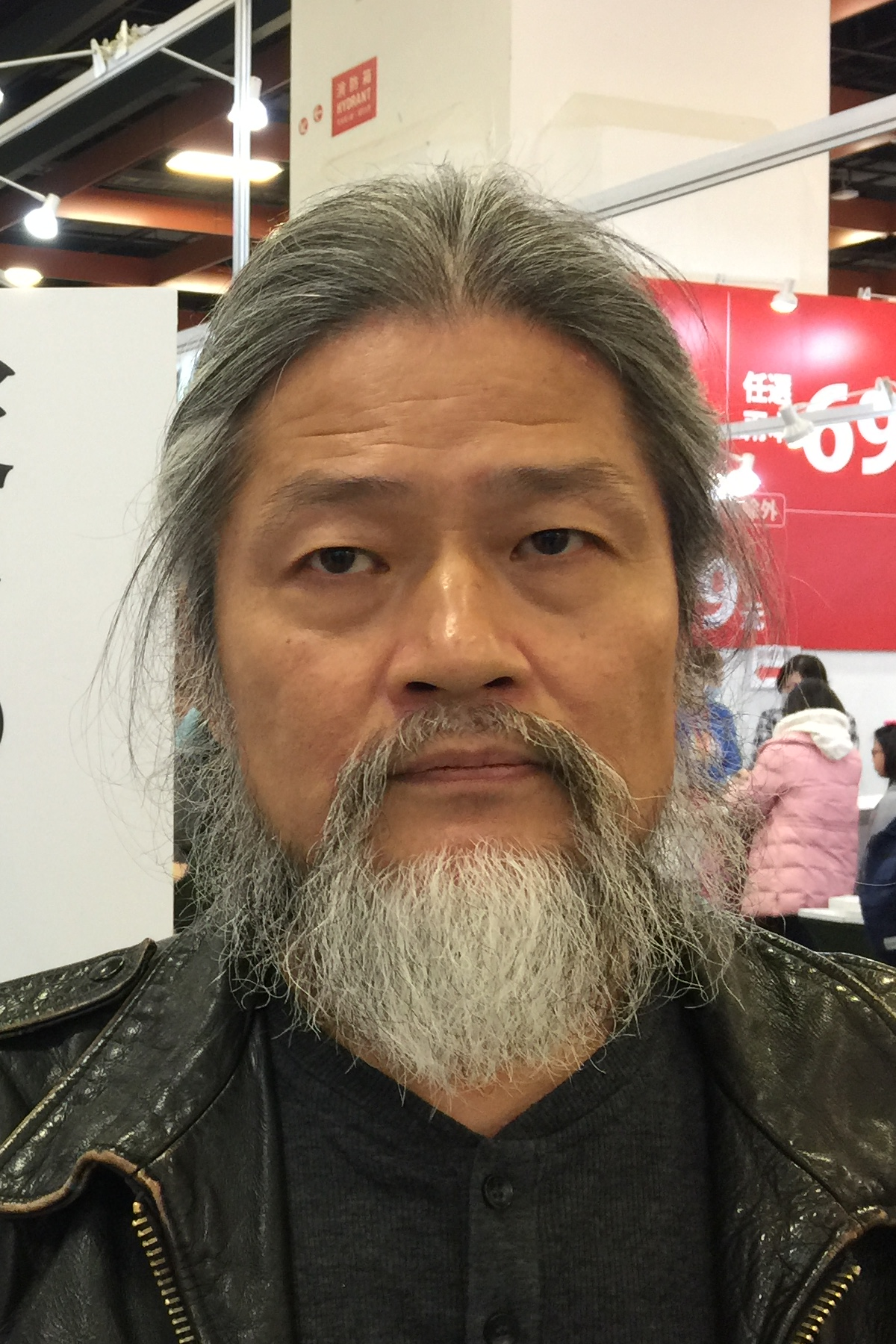
孟浪于2018年

孟浪（1961年—2018年12月12日），原名孟俊良，祖籍浙江绍兴，出生于上海吴淞，中国现代诗人。

## 生平
1978年至1982年在上海机械学院（现名上海理工大学）就读，大学期间开始文学创作并投身非官方的地下文学运动。1980年代初中叶至1990年代初叶先后参与发起创办或主持编辑《MN》、《海上》、《大陆》、《北回归线》、《现代汉诗》等中国大陆的诗歌民刊，係1980年代中國现代诗重要群落「海上詩群」的主要代表性诗人之一。1992年获第一届现代汉诗奖。
1995年至1998年任美国布朗大学驻校作家。1995年至2000年任《倾向》文学人文杂志执行主编。
2001年作为主要创办人之一参与发起成立中国独立作家笔会（现名独立中文笔会）。2008年至2012年曾任晨钟书局总编辑；2010年创办溯源书社。居住美国和香港两地，2015年起也在台湾居住。从事写作，并也从事文学编辑和独立出版活动。
2018年2月起因肺癌而臥病，同年12月12日在香港去世。

## 主要著作
- 《本世纪的一个生者》（漓江出版社 / 1988桂林）
- 《连朝霞也是陈腐的》（唐山出版社 / 1999台北）
- 《一个孩子在天上》（紫罗兰书局 / 2004香港）
- 《南京路上，两匹奔马》（光明日报出版社 / 2006北京）
- 《教育诗篇 二十五首》（中英文双语版，海浪文化传播 / 2014香港）
- 《愚行之歌》（秀威出版 / 2015台北）
- 《自由詩魂  孟浪詩全集》(身後由孟浪作品編輯委員會整理，暖暖書屋/2022年台北)

## 参与编选
- 《中国现代主义诗群大观1986－1988》（徐敬亚、孟浪、曹长青、吕贵品编 / 同济大学出版社 / 1988上海）
- 《诗与坦克——独立中文笔会会员作品选集 / 文学卷》（孟浪、余杰编 / 晨钟书局 / 2007香港）
- 《六四诗选》（孟浪主编 / 黑眼睛文化 / 2014台北）
- 《同時代人：劉曉波紀念詩集》(孟浪主編 / 海浪文化 / 2018台北)